# Kitkiöjärvi (meer)
Het Kitkiojärvi is een meer in Zweden. Het meer ligt in de gemeente Pajala op minder dan een halve kilometer van het dorp Kitkiöjärvi, dus met dezelfde naam. Het water uit het meer stroomt de Kitkiöjoki in en verder naar de Torne. De Riksväg 99 komt dicht langs het meer.